# The Brain from Planet Arous
The Brain from Planet Arous este un film SF american din 1957 regizat de Nathan H. Juran pentru Howco International. În rolurile principale joacă actorii John Agar, Joyce Meadows, Robert Fuller.

## Prezentare
Filmul prezintă o posedare extraterestră.